# Shadows Inside
Shadows Inside es el sexto álbum de estudio de la banda estadounidense de metalcore Miss May I. Fue lanzado el 2 de junio de 2017, siendo su primer lanzamiento de la banda con SharpTone Records tras su salida de Rise Records. Fue producido por Drew Fulk y Nick Sampson.
El video musical de "Lost in the Grey" fue dirigido por Ramon Boutviseth.

## Lista de canciones
Todas las canciones escritas y compuestas por Levi Benton, Jerod Boyd, Justin Aufdemkampe, Robert Stead Jr., Drew Fulk y Josh Strock. 
| N.º | Título                | Duración |  |
| 1.  | «Shadows Inside»      | 3:56     |  |
| 2.  | «Under Fire»          | 3:17     |  |
| 3.  | «Never Let Me Stay»   | 3:20     |  |
| 4.  | «My Destruction»      | 2:56     |  |
| 5.  | «Casualties»          | 3:21     |  |
| 6.  | «Crawl»               | 3:27     |  |
| 7.  | «Swallow Your Teeth»  | 4:00     |  |
| 8.  | «Death Knows My Name» | 2:59     |  |
| 9.  | «Lost in the Grey»    | 3:30     |  |
| 10. | «My Sorrow»           | 3:40     |  |

## Posicionamiento en lista
| Liste (2017)                          | Posición |
| ------------------------------------- | -------- |
| US Billboard 200                      | 176      |
| US Top Rock Albums (Billboard)        | 37       |
| US Top Hard Rock Albums (Billboard)   | 6        |
| US Top Independent Albums (Billboard) | 6        |

## Personal
Miss May I
- Levi Benton – voz principal
- Ryan Neff – bajo, voz aguda, voz principal en 3 y 6
- B.J. Stead – guitarra principal, coros
- Justin Aufdemkampe – guitarra rítmica, coros
- Jerod Boyd – batería